# Мікаге-Мару № 20
Мікаге-Мару № 20 (Mikage Maru No.20) — судно, яке під час Другої світової війни брало участь в операціях японських збройних сил у Мікронезії.
«Мікаге-Мару № 20» спорудили в 1940 році на верфі Mitsubishi Jukogyo на замовлення компанії Muko Kisen.
У липні 1943 року судно виконувало рейс на сході Мікронезії з метою постачання атола Тарава, де була розташована головна японська база на островах Гілберта. 19 липня дещо менш ніж за 100 км на південний захід від острова Вейк «Мікаге-Мару № 20» перехопив та потопив американський підводний човен USS Porpoise, загинуло 3 члени екіпажу.